# Schizopyga nitida
Schizopyga nitida là một loài tò vò trong họ Ichneumonidae.